# Murat Salar
Hikmet Murat Salar (* 23. November 1976 in Hildesheim) ist ein ehemaliger deutsch-türkischer Fußballspieler und jetziger -trainer.

## Karriere

### Als Spieler
Salar spielte in der Saison 1995/96 für die zweite Mannschaft von Werder Bremen in der Regionalliga Nord. Zudem bestritt er mit der Amateurmannschaft ein DFB-Pokalspiel gegen die SpVgg Unterhaching, das die Bremer 0:2 verloren. Von 1998 bis 2000 spielte er für die zweite Mannschaft von Hertha BSC ebenfalls in der Regionalliga.
Anschließend übersiedelte er in die Türkei und stand dort bis 2008 bei verschiedenen Vereinen unter Vertrag. Von 2002 bis 2005 spielte er in der 1. türkischen Liga, in der er zu insgesamt 42 Einsätzen und vier Toren kam. Seine erfolgreichsten Jahre waren die Saison 2002/03, als er mit Gençlerbirliği Ankara Dritter der türkischen Meisterschaft wurde und die folgende Spielzeit 2003/04, in der er für Diyarbakirspor zu 22 Ligaeinsätzen (davon 12 in der Startelf) mit drei Torerfolgen kam.
Zur Saison 2008/09 wechselte er zum VfV 06 Hildesheim und 2011 zum FC Oberneuland, bei dem er nach seinem Karriereende Co-Trainer wurde.

### Als Trainer
Am 28. März 2014 entließ der Regionalligist KFC Uerdingen 05 Trainer Eric van der Luer. Dessen Nachfolge trat der ehemalige KFC-Spieler Erhan Albayrak an; Salar wurde Co-Trainer. Nachdem Albayrak 16 Tage später entlassen worden war, übernahm Salar am 22. April 2014 diese Position. Er erhielt einen Vertrag bis 2015. Parallel zu seiner Tätigkeit als Trainer war Salar auch weiterhin als Spieler für den Landesligisten TSC Vahdet Braunschweig aktiv.
Murat Salar trainierte den SV Arminia Hannover und lief gelegentlich für den Bezirksligisten SV Newroz Hildesheim auf.
Aktuell trainiert Murat Salar die VSG Altglienicke.